# 浦中こういち
浦中 こういち（うらなか こういち）は日本のあそび歌作家、絵本作家、シンガーソングライター、イラストレーター。三重県多気郡大台町出身。

## 来歴
保育士を経て2006年に学研の保育雑誌「あそびと環境0・1・2歳」であそび歌作家デビュー。2008年に9年働いた保育園を退職後、フリーのイラストレーター／あそび作家として活動する。執筆業、あそび歌の講習会やライブも行う。

## 主な作品
- 「うーんぱっ!」（学研 あそびと環境0・1・2歳）
- ミツル&りょうた「まいにち手遊びたいそうあそび歌」表紙 背表紙 イラスト（学研）
- 「岐路に立つ保育園」　表紙イラスト（かもがわ出版）
- 「あそぼっくす ソング」（日本コロムビア） - CDアルバム。小沢かづととの共作